# Acaxochitlán
Acaxochitlán är en kommunhuvudort i Mexiko.   Den ligger i kommunen Acaxochitlán och delstaten Hidalgo, i den sydöstra delen av landet, 130 km nordost om huvudstaden Mexico City. Acaxochitlán ligger 2 258 meter över havet och antalet invånare är 3 746.
Terrängen runt Acaxochitlán är kuperad. Runt Acaxochitlán är det ganska tätbefolkat, med 239 invånare per kvadratkilometer. Närmaste större samhälle är Huauchinango, 15,4 km öster om Acaxochitlán. I omgivningarna runt Acaxochitlán växer i huvudsak blandskog.